# 10213 Koukolik
A 10213 Koukolik (ideiglenes jelöléssel 1997 RK7) a Naprendszer kisbolygóövében található aszteroida. Miloš Tichý és Zdeněk Moravec fedezte fel 1997. szeptember 10-én.